# 夜須町 (福岡県)
夜須町（やすまち）は、福岡県朝倉郡にあった町。2005年3月22日に、三輪町と合併して筑前町となった。

## 地理
- 河川 ： 遠賀川

## 歴史
- 1889年4月1日 - 町村制施行により、現在の町域にあたる夜須郡三根村・中津屋村・安野村が発足。
- 1896年2月26日 - 郡制施行により朝倉郡に属する。
- 1908年3月20日 - 三根村・中津屋村・安野村が新設合併し、夜須村が発足。
- 1947年12月7日 - 大字桑曲を嘉穂郡内野村に編入。
- 1962年4月1日 - 町制施行。夜須町となる。
- 2005年3月22日 - 三輪町と新設合併し、筑前町となる。

## 行政
- 町長 ： 山内秋夫（1997年7月24日 - 2005年3月21日）

## 地域

### 教育

#### 中学校
- 夜須町立夜須中学校

#### 小学校
- 夜須町立東小田小学校
- 夜須町立中牟田小学校
- 夜須町立三並小学校

## 交通

### 鉄道
- 九州旅客鉄道（JR九州）筑豊本線（原田線）がわずかに町内を通っているが、駅はない。地区によっては筑前山家駅が利用可能。

### 道路

#### 一般国道
- 国道200号
- 国道386号

#### 県道
主要地方道
- 福岡県道53号久留米筑紫野線
- 福岡県道77号筑紫野三輪線